# Ebalia tuberculosa
Ebalia tuberculosa är en kräftdjursart som först beskrevs av Alphonse Milne-Edwards 1873.  Ebalia tuberculosa ingår i släktet Ebalia och familjen Leucosiidae. Inga underarter finns listade i Catalogue of Life.